# Розп'яття Гаварі
«Розп'яття Гаварі» (чи «Мондське розп'яття», обидві назви походять від імен власників) — картина раннього періоду творчості італійського художника Рафаеля. Це друга із трьох вівтарних картин, виконаних Рафаелем для церков в Читта-ді-Кастелло у 1500—1504 роках. Датована 1503 роком за написом на кам'яній рамі.
Була замовлена купцем та банкіром Доменіко Гаварі для своєї поховальної каплиці, присвяченої святому Ієроніму, у церкві Сан Доменіко.

## Опис
Христос на хресті, між двома ангелами в польоті, які у чаші збирають кров із його ран. У підніжжя хреста — чотири святих — Марія, святий Ієронім, Марія Магдалина і апостол Іоанн. На задньому плані видно місто, можливо, Флоренцію.

### Пределла
Пределла вівтаря зображає епізоди з життя святого Ієроніма, якому вівтар був присвячений.

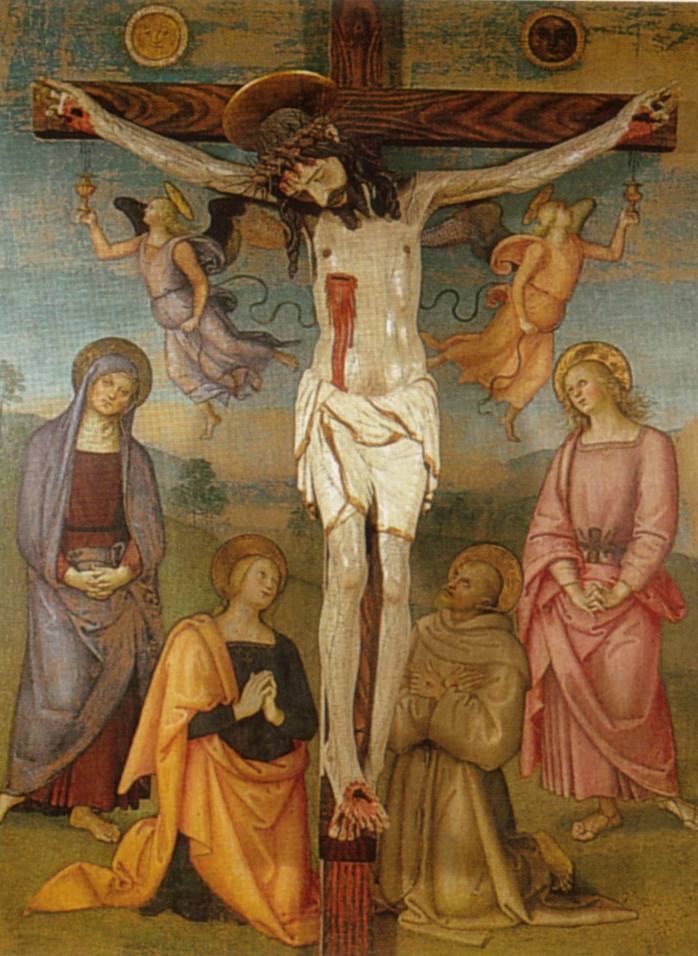
Перуджино, «Розп'яття» (пр. 1502)

## Прототипи
З точки зору композиції, персонажів, деталей і техніки «Розп'яття Гаварі»  подібне до вівтарної картини Перуджино, написаній приблизно у 1502 році, і загалом — декільком версіям Розп'яття Христа у ландшафті, виконаним Перуджино у 1490-х роках.